# 森類
森 類（もり るい、1911年（明治44年）2月11日 - 1991年（平成3年）3月7日）は、日本の随筆家。

## 経歴
1911年、東京市本郷区駒込千駄木町21番地に、文豪森鷗外の三男として生まれる。母方の祖父荒木博臣は大審院判事。1923年、誠之尋常小学校卒業。
1924年、旧制国士舘中学に入学。国士舘中学2年修了時に中途退学。同年から絵画を学び始め、画家長原孝太郎に師事。1927年から川端画学校に学ぶ。1931年には次姉の小堀杏奴と共に藤島武二に師事。同年11月、杏奴と共にパリへ遊学。1934年1月に日本へ帰国。1936年から1941年3月の類の結婚まで、長姉茉莉と二人で生活する。その後も絵画修業を続ける。
1941年3月、安宅安五郎画伯の長女美穂と結婚。1944年から一家で福島県喜多方町に疎開。ここで敗戦を迎える。
1949年5月、評論社に入社、12月に退社。同年10月、文化学院の美術科講師となる。1951年、東京都文京区千駄木町19の鷗外邸観潮楼跡（現：文京区立森鷗外記念館）の一角に本屋「千朶書房」を開店。店名は齋藤茂吉の命名による。このころから絵筆を取る余裕がなくなり、やがて画業を断念。1956年、森家の様子を赤裸々に描いた「鷗外の子供たち」を『群像』6月号に発表、同年12月に光文社で単行本として刊行。
1961年、鷗外記念図書館建設計画の進展に伴って千朶書房を閉店し、東京都杉並区に転居。同年、恵比寿駅の近くにアパートを建て、その経営の傍ら、小説の執筆に力を入れた。1963年、同人誌『小説と詩と評論』に木々高太郎や童門冬二や柴田錬三郎たちと共に参画。同誌創刊号の巻頭に『驟雨』を、第6号に『市街八分』を、第7号に『百舌鳥』を発表。1966年に同誌第30号に発表した『柿・栗・筍』は直木賞作家榛葉英治によって芥川賞予選作品に推されたが、芥川賞候補にはならなかった。1969年、木々の死去に伴って同人を脱退するまで同誌に小説を発表。
1976年、美穂死去。1979年に小屋恵子と再婚し、『週刊新潮』11月15日号で取り上げられる。
1989年、千葉県夷隅郡大原町（現：いすみ市）の鷗外別荘の跡地に転居。同年「硝子の水槽の中の茉莉」（『新潮』10月号）がベストエッセイ集『誕生日のアップルパイ』（日本エッセイストクラブ編、文藝春秋）に選ばれる。
1991年死去。

## 血縁者
- 森林太郎 - 父
- 森志げ - 母
- 森於菟 - 長兄
- 森茉莉 - 長姉
- 森不律 - 次兄（夭折）
- 小堀杏奴 - 次姉
- 山口五百（いお） - 長女
- 菊地佐代 - 次女
- 森りよ - 三女
- 森哲太郎 - 長男

## 主な著書
- 『鷗外の子供たち―あとに残されたものの記録』筑摩書房〈ちくま文庫〉 1995年6月 ISBN 4480030395
- 『森家の人びと 鷗外の末子の眼から』三一書房、1998年6月 ISBN 4380982793、エッセイ・小説の作品集。

## 関連出版
- 山崎国紀『鷗外の三男坊 森類の生涯』三一書房、1997年。ISBN 4-380-97205-4、日記・書簡を所収
- 朝井まかて『類』集英社、2020年。小説作品
- 『鷗外追想』宗像和重 編、岩波文庫、2022年。同時代人の回想